# Рікассааре
Рі́кассааре (ест. Rikassaare küla) — село в Естонії, у волості Тюрі повіту Ярвамаа.

## Населення
Чисельність населення на 31 грудня 2011 року становила 11 осіб.